# 4381 Uenohara
A 4381 Uenohara (ideiglenes jelöléssel 1989 WD1) a Naprendszer kisbolygóövében található aszteroida. Kavaszato Nobuhiro fedezte fel 1989. november 22-én.